# Santino Primante
Santino Primante (Buenos Aires, 20 dicembre 2004) è un calciatore argentino, attaccante del Gimnasia (LP).

## Caratteristiche tecniche
È un centravanti.

## Carriera
Primante è cresciuto nel settore giovanile del Gimnasia (LP), ed ha debuttato in prima squadra il 5 agosto 2024 nell'incontro di Primera División perso 1-0 contro il Rosario Central.

## Statistiche

### Presenze e reti nei club
Statistiche aggiornate al 6 novembre 2024.
| Stagione        | Squadra         | Campionato      | Campionato | Campionato | Coppe nazionali | Coppe nazionali | Coppe nazionali | Coppe continentali | Coppe continentali | Coppe continentali | Altre coppe | Altre coppe | Altre coppe | Totale | Totale | Totale |
| Stagione        | Squadra         | Comp            | Pres       | Reti       | Comp            | Pres            | Reti            | Comp               | Pres               | Reti               | Comp        | Pres        | Reti        | Pres   | Reti   |        |
| --------------- | --------------- | --------------- | ---------- | ---------- | --------------- | --------------- | --------------- | ------------------ | ------------------ | ------------------ | ----------- | ----------- | ----------- | ------ | ------ | ------ |
| 2024            | Gimnasia (LP)   | PD              | 5          | 0          | CA+CdL          | 0               | 0               |                    | -                  | -                  |             | -           | -           | 5      | 0      |        |
| Totale carriera | Totale carriera | Totale carriera | 5          | 0          |                 | 0               | 0               |                    | -                  | -                  |             | -           | -           | 5      | 0      |        |